# Jean Suriel

Jean Erwin Suriel (nacido el 29 de agosto de 1976 en Santo Domingo, República Dominicana) es un periodista, comunicador y meteorólogo dominicano. Es conocido por su labor en la divulgación de información meteorológica y ambiental a través de la televisión, la radio y medios digitales. Ha desarrollado una carrera centrada en la comunicación científica, con énfasis en temas climáticos, prevención de desastres naturales y educación ambiental.
Suriel ha trabajado en varios de los principales medios de comunicación del país y ha sido una de las figuras públicas dominicanas más reconocidas durante eventos atmosféricos de alto impacto. Su estilo se caracteriza por un enfoque técnico basado en datos, acompañado de explicaciones orientadas al público general. También ha desarrollado contenido educativo sobre el cambio climático, la gestión de riesgos y fenómenos meteorológicos que afectan a la región del Caribe.

## Biografía
Jean Erwin Suriel nació el 29 de agosto de 1976 en Santo Domingo, República Dominicana. Es hijo de Dinorah Suriel Franco y Francisco Leonardo Castillo. Aunque nació en la capital, fue criado desde muy joven por sus abuelos maternos en la comunidad de Burende, en La Vega. Inició su formación académica en el seminario mayor, donde estudió Filosofía y Humanidades con la intención de ingresar al sacerdocio. Más adelante, orientó su vocación hacia la comunicación, estudiando Comunicación Social, y posteriormente realizó una maestría en Educación Cualitativa, impartida por la Universidad de Barcelona y la Universidad Autónoma de Santo Domingo.
Desde el año 2000, trabaja en CDN, Canal 37, como presentador del tiempo y analista meteorológico, elaborando pronósticos, análisis técnicos y contenidos divulgativos, especialmente durante emergencias climáticas. También participa en CDN Radio 92.5 FM, donde continúa su labor de orientación al público sobre fenómenos naturales como huracanes, olas de calor, sequías y el polvo del Sahara.
En 2005 contrajo matrimonio con Marlene Guillén Nazario. Es padre de una hija llamada Abril Suriel Guillén.
A partir de 2006, se desempeñó también como locutor. En 2007 creó un canal de YouTube, aunque comenzó a publicar contenidos regularmente en 2015, enfocándose en análisis climáticos, educación ambiental y fenómenos atmosféricos. En 2014, inició la producción del programa Agenda Climática, en ese momento bajo la dirección de la periodista Nuria Piera.
Comunicador y analista meteorológico, con décadas de trayectoria en la difusión de información científica a través de los medios de comunicación en la República Dominicana. CEO y fundador de Agenda Climática, plataforma de divulgación científica sobre cambio climático, fenómenos meteorológicos, temporada ciclónica, gestión de riesgos, entre otros temas medioambientales; con fines de fomentar la educación y sensibilización de cada uno de estos ámbitos, en la sociedad dominicana como en el ámbito internacional.
En sus inicios como presentador del tiempo, recibió formación profesional del meteorólogo hispano John Morales, quien era en ese entonces jefe de pronóstico en Univisión. Ha coordinado y conducido coberturas continuas durante las temporadas ciclónicas en medios dominicanos. Participó en el proyecto Currently, enfocado en difundir información meteorológica en Twitter, y forma parte de la iniciativa World Wide Weather de la OMM, un panel global de expertos en meteorología y climatología.
Ha producido contenidos educativos en plataformas como YouTube, Instagram, Twitter y TikTok, con el objetivo de informar sobre el clima, el medio ambiente y fenómenos naturales en el ámbito regional. Con motivo de las elecciones congresuales de 2024, Jean Suriel participó como moderador del debate senatorial del Distrito Nacional, junto a la periodista Jessica Hasbún.